# Drets fonamentals dels parlamentaris
Els drets fonamentals dels parlamentaris són el conjunt de drets fonamentals reconeguts als representants parlamentaris com a nucli essencial de la seua funció constitucional representativa i que té per objecte protegir les minories parlamentàries contra els possibles abusos dels grups majoritaris, garantint la pluralitat política inherent a tota societat democràtica consolidada.
La consagració i delimitació dels drets fonamentals dels parlamentaris ha estat consolidada per la jurisprudència del Tribunal Constitucional, que ha desenvolupat el dret de participació reconegut a l'article 23 de la Constitució Espanyola.
Són drets fonamentals dels parlamentaris:
- Dret a la informació: dret a sol·licitar la informació necessària per al compliment de les seues funcions (STC 161/1998).
- Dret a les esmenes: dret a presentar esmenes i que aquestes siguen admeses a tràmit sempre que complisquen amb les condicions reglamentàries i que s'atenguen a la regla de la congruència amb el projecte (STC 23/1990, 118/1995).
- Dret a les mocions: dret a presentar mocions i que aquestes siguen tramitades per la Mesa sempre que no siguen obertament contràries a la normativa vigent, quedant exclosos judicis d'oportunitat (STC 205/1990, 41/1995).
- Dret a les proposicions de llei: dret a presentar proposicions de llei i que aquestes siguen trameses convenientment i sense traves i que no puguen ser indegudament inadmeses a tràmit (STC 95/1994, 124/1995)
- Dret a les interpel·lacions: dret a presentar interpel·lacions com a part inherent del control polític (STC 225/1992).
- Dret a la participació en Comissions: dret de formar part d'almenys una comissió (STC 214/1990).
- Dret a forçar la convocatòria del Ple: dret de forçar la convocatòria del Ple de la Cambra quan es complisquen els requisits reglamentaris (STC 81/1991).

## Drets fonamentals dels parlamentaris al País Valencià
Existeixen diverses sentències de diferents òrgans judicials que condemnen diferents òrgans executius o legislatius del País Valencià per vulneració dels drets fonamentals dels parlamentaris valencians.

### Sentències contra la Mesa de les Corts Valencianes
Existeixen almenys 6 sentències del Tribunal Constitucional contra la Mesa de les Corts Valencianes, amb majoria del PP, per vulneració dels drets fonamentals dels parlamentaris:
- Sentència del Tribunal Constitucional 74/2009, de 23 de març de 2009[7] per vulneració del dret a l'exercici del càrrec parlamentari: inadmissió de preguntes parlamentàries sense motivació (STC 107/2001); inadmissió de sol·licitud de compareixença d'un conseller sense justificació (STC 208/2003)
- Sentència del Tribunal Constitucional 33/2010, de 19 de juliol de 2010[8] per vulneració del dret a l'exercici del càrrec parlamentari: inadmissió de preguntes parlamentàries i de la sol·licitud de compareixença d'una consellera sense motivació (STC 74/2009); inadmissió parcial por manca d'esgotament de la via intraparlamentària d'impugnació
- Sentència del Tribunal Constitucional 44/2010, de 26 de juliol de 2010[9] per vulneració del dret a la participació política en condicions d'igualtat: inadmissió de preguntes parlamentàries i de proposició no de llei sense motivació (STC 74/2009)
- Sentència del Tribunal Constitucional 27/2011, de 14 de març de 2011[10] per vulneració del dret a la participació política en condicions d'igualtat: inadmissió de preguntes parlamentàries sense motivació (STC 74/2009)
- Sentència del Tribunal Constitucional 29/2011, de 14 de març de 2011[11] per vulneració del dret a la participació política en condicions d'igualtat: inadmissió d'una pregunta parlamentària i d'una proposició no de llei sense motivació (STC 74/2009)
- Sentència del Tribunal Constitucional 191/2013, de 18 de novembre de 2013[12] per vulneració del dret a la participació política: interpretació del Reglament de la Cambra que no respecta adequadament el nucli essencial del dret de representació política en excloure de les possibilitats de sol·licitud de compareixença davant les comissions permanents a qui hagen cessat en les seues responsabilitats polítiques

### Sentències contra el Consell de la Generalitat Valenciana
Després de les nombroses sentències del Tribunal Constitucional contra la Mesa de les Corts Valencianes, amb majoria del PP, per vulneració dels drets fonamentals dels parlamentaris, el PP accepta la jurisprudència i permet tramitar, de manera ajustada a Dret, les iniciatives de l'oposició per part de la Mesa de les Corts. Tanmateix, una vegada tramitades les iniciatives de l'oposició per la Mesa de les Corts Valencianes, és el mateix Consell de la Generalitat Valenciana qui nega l'accés a la informació sol·licitada. L'oposició política recorre a la tutela jurisdiccional, mitjançant la presentació de recurs contenciós administratiu pel procediment especial per a la protecció dels drets fonamentals de la persona, per vulneració de l'article 23 de la Constitució Espanyola.
En l'actualitat ja existeixen almenys 15 sentències del Tribunal Superior de Justícia de la Comunitat Valenciana, una d'elles confirmada pel Tribunal Suprem, que declaren contrària a la Constitució Espanyola la denegació d'informació sol·licitada per l'oposició (vulneració de l'article 23 de la Constitució Espanyola) i obliguen el Consell de la Generalitat Valenciana a facilitar la informació.
Les sentències existents contra el Consell de la Generalitat Valenciana per vulneració dels drets fonamentals dels parlamentaris són:
- Sentència del Tribunal Suprem 1025/2013, de 25 de febrer de 2013, al recurs de cassació 4268/2011, sobre drets fonamentals[37]
- Sentència del Tribunal Superior de Justícia de la Comunitat Valenciana 376/2011, de 29 d'abril de 2011, al recurs 659/2009[38]
- Sentència del Tribunal Superior de Justícia de la Comunitat Valenciana 354/2013, de 19 de juny de 2013, al recurs contenciós administratiu 30/2012:[39] obliga el Consell a entregar als diputats de Compromís l'informe Pricewaterhouse sobre l'ERO a Radiotelevisió Valenciana.
- Sentència del Tribunal Superior de Justícia de la Comunitat Valenciana 2/2014 que obliga al Consell a entregar als diputats de Compromís els estudis d'opinió 2012.
- Sentència del Tribunal Superior de Justícia de la Comunitat Valenciana 120/2013 que obliga al Consell a entregar als diputats de Compromís la documentació sobre Valmor i la Fórmula 1.
- Sentència del Tribunal Superior de Justícia de la Comunitat Valenciana 139/2013 que obliga al Consell a entregar als diputats de Compromís la documentació sobre la justificació de les despeses dels projectes València Centres Escolars II-2 i València Centres Escolars III.
- Sentència del Tribunal Superior de Justícia de la Comunitat Valenciana 142/2013 que obliga al Consell a entregar als diputats de Compromís la informació sobre les subvencions a ONGs relacionades amb el cas Cooperació.
- Sentència del Tribunal Superior de Justícia de la Comunitat Valenciana 197/2013 que obliga al Consell a entregar als diputats de Compromís la documentació dels contractes menors de la Conselleria de Sanitat amb Taroncher SL, les factures de dietes i hostatge de les conselleries, l'estudi de la Conselleria de Sanitat sobre la reassignació del servei d'ambulàncies 24 hores, l'acta del Consell d'Administració de l'Aeroport de Castelló i els contractes de patrocini de l'Aeroport de Castelló.
- Sentència del Tribunal Superior de Justícia de la Comunitat Valenciana (recurs 389/2013) que obliga al president de la Generalitat Valenciana Alberto Fabra a facilitar als diputats de Compromís les factures del seu viatge per a presenciar la final del Torneig de Roland Garros 2013 i la documentació relativa a l'aplicació i posada en pràctica dels distints Manuals d'autoavaluació aprovats per INACEPS.
- Sentència del Tribunal Superior de Justícia de la Comunitat Valenciana (recurs 449/2013) que obliga a la Conselleria de Sanitat a entregar als diputats de Compromís tota la documentació relativa a la reorganització del transport sanitari urgent (SAMU i SVB) i l'informe que acredita la insuficiència de recursos públics per a la teràpia substitutiva renal.
- Sentència del Tribunal Superior de Justícia de la Comunitat Valenciana 360/2014, de 20 de maig de 2014, al recurs contenciós administratiu 483/2013: obliga la Conselleria d'Educació, Cultura i Esport a facilitar la "còpia íntegra i literal de l'informe d'Inspecció Tècnica d'edificis del CEIP Rafael Altamira de El Campello" a la diputada d'EUPV Esther López Barceló.[32][40] El grup parlamentari havia sol·licitat aquesta documentació en setembre de 2013 després que el centre fóra apuntalat per problemes d'estructura.

El 9 de juny de 2014, el Tribunal Superior de Justícia de la Comunitat Valenciana dicta un acte mitjançant el qual obliga la Conselleria d'Educació, Cultura i Esport a executar provisionalment una sentència malgrat que la Conselleria haja interposat un recurs de cassació. Amb aquest acte es posa fi a l'estratègia dilatòria del Consell que, mitjançant la interposició de recursos, pretén no entregar la documentació a l'oposició en l'actual legislatura.
El 22 de juliol de 2014, el Tribunal Superior de Justícia de la Comunitat Valenciana dicta providència requerint a la Conselleria d'Educació, Cultura i Esport el nom i càrrec de l'autoritat o funcionari encarregat d'executar la dispositiva i entregar la documentació al grup parlamentari de l'oposició. En el supòsit que l'Administració persistisca en l'incompliment del requeriment, se li imposarà una multa coercitiva de 1.000 euros reiterables cada 20 dies, alhora que es deduirà testimoni dels particulars per a exigir la responsabilitat penal que puga correspondre.